# Nouhuysia
Nouhuysia, biljni rod iz porodice kluzijevki. Postoje tri priznate vrste u tropskim krajevima Nove Gvineje.
Rod je opisan 1912.

## Vrste
1. Nouhuysia elaeocarpoides (Gilg & Schltr.) Steenis & Hatus.
2. Nouhuysia novoguineensis (Gibbs) Steenis & Hatus.
3. Nouhuysia pachyphylla (Gilg & Schltr.) Steenis & Hatus.

### Vrste nekada uključivane u ovaj rod
- Nouhuysia arfakensis (Gibbs) Steenis = Sphenostemon arfakensis (Gibbs) Steenis & Erdtman
- Nouhuysia papuana Lauterb. = Sphenostemon papuanus (Lauterb.) Steenis & Erdtman
- Nouhuysia pauciflora (A.C.Sm.) Steenis = Sphenostemon pauciflorus (A.C.Sm.) Steenis & Erdtman

## Sinonimi
- Idenburgia Gibbs